# Levantamento de peso no Brasil
O halterofilismo (ou levantamento de peso olímpico) teve as suas primeiras competições no Brasil realizadas no ano de 1910. Já em 1946, foi criada a Liga Força e Saúde na cidade do Rio de Janeiro, e, no ano seguinte, o nome da entidade foi mudado para Federação Metropolitana de Halterofilismo.
O esporte também foi organizado nos estados de São Paulo, Minas Gerais e Rio Grande do Sul.
A Confederação Brasileira de Levantamento de Peso viria a surgir em 1980.
Em 2011, durante os Jogos Pan-Americanos de Guadalajara, o halterofilista Fernando Reis conquistou pela primeira vez na história de participações brasileiras, uma medalha de ouro, ao levantar o total de 410 kg (185 kg no arranque e 225 no arremesso), quebrando o recorde Pan-Americano.
A primeira evidência esportiva da modalidade no Brasil apareceu por volta de 1898 na cidade de São Paulo , quando um grupo de alemães fundou o Deutscher Athleten Klub.
A maior colocação brasileira em uma olimpíada foi a de Waldemar Viana da Silveira em Helsinque 1952 quando ele levantou 362 kg, e ficou em 12º lugar.